# Orthez
Orthez (en occitano Ortès y en euskera Ortheze) es una comuna y ciudad principal del cantón homónimo del suroeste de Francia, en el departamento de Pirineos Atlánticos, región de Nueva Aquitania. La ciudad abarca también desde 1973 la antigua comuna de Sainte-Suzanne, por lo que los residentes de la ciudad se llaman o bien Orthéziens o Suzannais. Las cifras de población de 1999 otorgan a la comuna 10 121 habitantes y 16 168 al cantón. En 1906, la ciudad tenía 4159 residentes y el cantón 6254.

## Toponimia
El topónimo Orthez aparece con las formas Ortez y Ortesium (respectivamente en 1193 y 1194, en el cartulario de Sauvelade), Orthesium (1220, cartulario de Orthez), Ortes (1375, contratos de Luntz), Ortais (Jean Froissart, siglo XIX), Sent-Per d'Ortes (1391, Notaires de Navarrenx) y Hortes (1578, Títulos de la Junta de Auditores de Pau).

## Administración
Orthez tiene un tribunal judicial, pero no un tribunal de apelación. Fue la sede de una subprefectura desde 1800 hasta 1926 (fechas de la creación y supresión del arrondissement (distrito) de Orthez).

## Geografía
Orthez es atravesada por el río Gave de Pau, que fluye hacia el oeste, encontrándose la mayor parte de la ciudad en su ribera derecha. En su orilla izquierda (donde también se encuentra Sainte-Suzanne) se han desarrollado algunas zonas residenciales y un polígono industrial. También posee un lago parcialmente artificial, denominado Lac de l'Y grec (Lago de la Y griega).

## Historia

Escudo de la ciudad de Orthez.

Durante el siglo XII, Orthez fue la capital de la región de Bearn, después de Morlaas y antes que Pau, que sigue siendo la capital administrativa prefectural. A finales del siglo, Orthez pasó de ser posesión de los vizcondes de Dax a los vizcondes de Bearn, convirtiéndose en su principal lugar de residencia en el siglo XIII. El cronista Jean Froissart registró el esplendor de la corte de Orthez durante el mandato de Gastón III Febus en la segunda mitad del siglo XIV. Juana de Albret fundó una universidad calvinista en la ciudad, y Theodore Beza impartió clases en ella durante algún tiempo. Un mandato enviado en 1569 por Carlos IX para revivir la fe católica originó el asedio de Orthez (batalla de Orthez), que fue finalmente tomada al asalto por el capitán de los hugonotes, Gabriel, conde de Montgomery. En 1684, Nicholas Foucault, intendente al mando de Luis XIV, tuvo más éxito, y los habitantes, al menos aparentemente, renunciaron al protestantismo, pero sigue siendo fuerte en la ciudad. Otra batalla importante en Orthez se libró durante las guerras napoleónicas el 27 de febrero de 1814, en la que el duque de Wellington derrotó al mariscal Soult en las colinas al norte de la ciudad.
Durante la Segunda Guerra Mundial, de 1940 a 1942, la línea de demarcación que dividía el departamento de los Pirineos Atlánticos en dos incluía la ciudad en la zona ocupada por el ejército alemán, debido a su posición como eje viario y ferroviario. Se establecieron cinco puestos de control de cruce, pero se produjeron numerosos cruces clandestinos de refugiados y diversos tipos de tráfico que continuaron hasta el final de la guerra. El luchador de la resistencia Daniel Argote, a cargo del sector Orthez del Ejército Secreto, fue asesinado a tiros en 1944 en la carretera a Biron, mientras pasaba junto a soldados polacos que desertaban del ejército alemán.
Sólo a partir de 1957 y con el descubrimiento del depósito de gas de Lacq se disparó el número de orthézianos. En quince años, pasó de 7.200 a 11.000 habitantes, lo que llevó a la construcción de varios suburbios residenciales y equipamientos públicos.
Orthez unió fuerzas en 1973 con la antigua comuna de Sainte-Suzanne para formar Orthez-Sainte-Suzanne, luego esta comuna tomó el nombre de Orthez.

## Demografía
| 3 679 | 6 738 | 6 987 | 6 802 | 7 121 | 7 857 | 7 021 | 7 184 | 6 948 | 6 694 | 6 724 | 6 627 | 6 526 | 6 624 | 6 556 | 6 743 | 6 210 | 6 314 | 6 365 | 6 254 | 6 247 | 5 850 | 5 952 | 6 219 | 6 175 | 6 450 | 6 713 | 8 413 | 10 002 | 10 885 | 10 627 | 10 159 | 10 121 | 10 329 | 10 886 | 10 627 | 10 684 |
| Para los censos de 1962 a 1999 la población legal corresponde a la población sin duplicidades (Fuente: INSEE [Consultar]) |       |       |       |       |       |       |       |       |       |       |       |       |       |       |       |       |       |       |       |       |       |       |       |       |       |       |       |        |        |        |        |        |        |        |        |        |

## Patrimonio

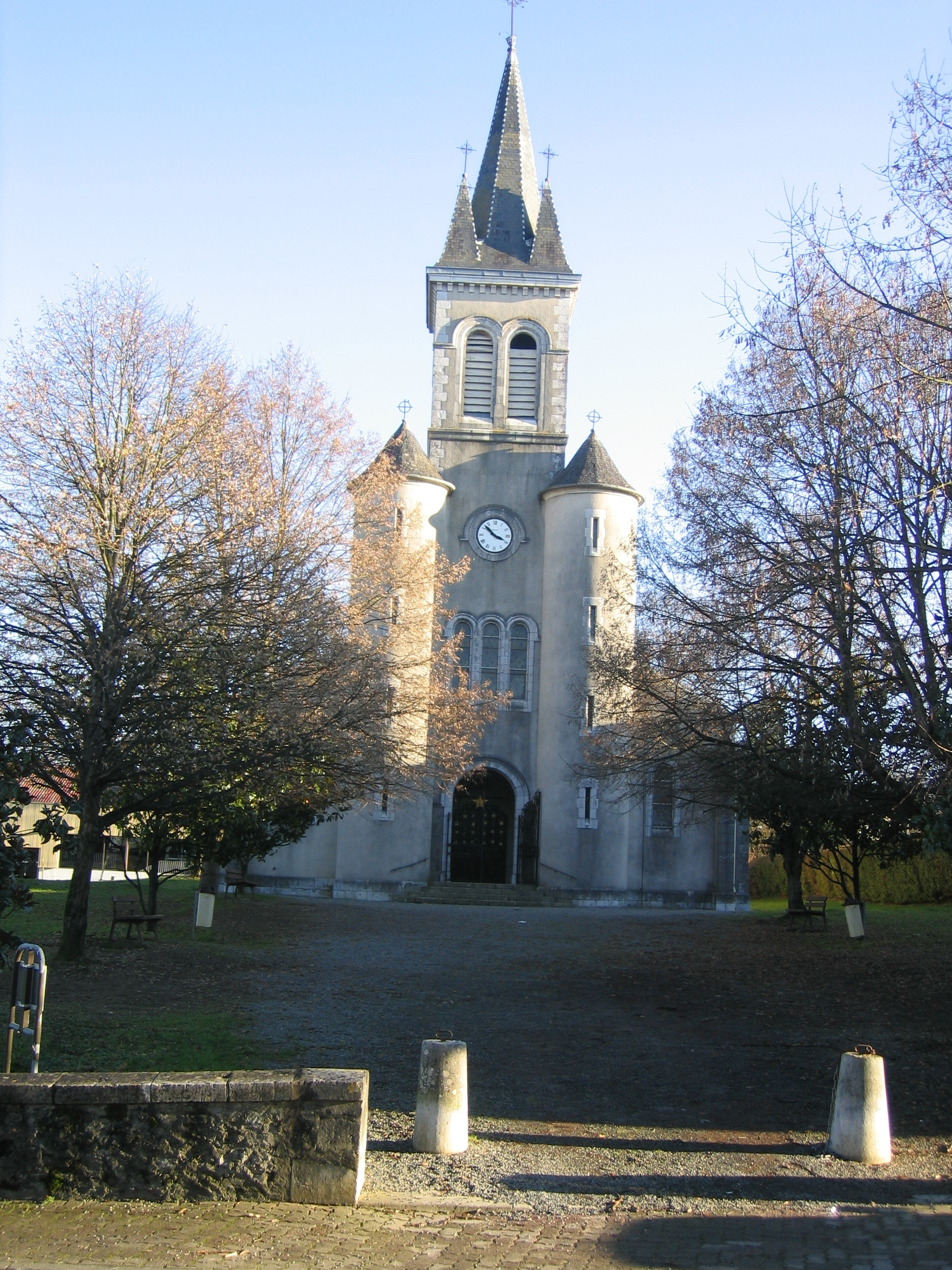
Iglesia parroquial de Saint-Barthélémy

- L'église Saint-Pierre (Iglesia de San Pedro): Iglesia del siglo XII en la que destaca su coro, restaurada en 1865.
- Monastère d'Orthez (Monasterio de Orthez), de frailes franciscanos.
- Le temple protestant (Templo protestante).
- Église paroissiale Saint-Barthélémy (Iglesia parroquial de San Bartolomé).
- Château Moncade (Castillo de Moncade): Edificado hacia 1250 por Gastón VII de Bearn, una fortaleza ubicada en un punto estratégico de la ciudad.
- Le Pont Vieux (El Puente Viejo): Construido sobre el Gave de Pau, y donde destaca su torre central fortificada, es el lugar más característico de Orthez.

## Economía
El hilado y tejido de algodón, especialmente del tejido llamado toile de Béarn, los molinos de harina, la industria del papel y de artículos de cuero, y la dedicada a la elaboración del embutido conocido como jambons de Bayonne son algunas de sus industrias, así como las canteras de piedra y mármol que se encuentran a las afueras.

## Deportes
La entidad deportiva más célebre de Orthez es el ÉB Pau-Orthez, un club de baloncesto, ganador en 1984 de la Copa Korac y campeón de la Liga francesa en nueve ocasiones. Por sus filas han pasado jugadores como Boris Diaw, Gheorghe Muresan, Johan Petro, Mickaël Piétrus y Antoine Rigaudeau, todos ellos profesionales de la NBA. El club juega desde 1989 sus encuentros como local en la ciudad de Pau.

## Ciudades hermanadas
Orthez mantiene un hermanamiento de ciudades con:
- Miranda de Duero, Braganza, Portugal desde 1985.
- Tarazona, Zaragoza, Aragón, España desde 1993.
- Mirandela, Braganza, Portugal desde 1999.